# Pavel Herot
Pavel Herot (28. října 1965 Třebíč – 22. dubna 2021) byl český básník a výtvarník.

## Biografie
Pavel Herot se narodil v roce 1965 v Třebíči, vyrůstal v Martínkově, základní školu absolvoval v Martínkově a Domamili. Následně se vyučil prodavačem, po ukončení základní vojenské služby pracoval ve stavebninách v Moravských Budějovicích. V roce 1987 odešel do Prahy, kde se začal zaobírat uměním, vystupoval na Divadelní pouti na Střeleckém ostrově a od března 1989 působil také jako technik Československé televize. V roce 1990 se vrátil do Martínkova, kde se maloval a psal poezii. Přes zimu se stěhoval do Třebíče. Věnoval se také historii Martínkova.
Publikoval básně v časopisech (Britské listy, Dno, Horácké noviny, Listy Budějovicka, Psí víno, Tvar, Dobrá adresa a další), ale tvořil i vlastní básnické sbírky. Fotografoval a vystavoval své fotografie. Věnoval se divadlu i filmu, kde hrál větší i komparsní role. Věnoval se také hudbě, kdy vystupoval se skupinami The Hever and Vazelína Band a Die Blaue Trottel Parade. V roce 2003 obdržel cenu občanského sdružení V-Art za trvalý přínos literatuře. V roce 2017 vystavoval v Galerii Tympanon v třebíčském zámku.